# Militärflugplatz Orange-Caritat

i7
i11
i13
Die Base aérienne 115 Orange-Caritat (B.A. 115) ist ein Militärflugplatz der französischen Luftstreitkräfte (Armée de l’air). Die Basis, die seit 1989 nach dem Kampfflieger Maurice de Seynes benannt ist, der 1944 bei einem Einsatz für die Sowjetunion umkam, liegt in der Region Provence-Alpes-Côte d’Azur im Département Vaucluse etwa vier Kilometer östlich des Zentrums von Orange.
Die Basis Orange stellt die Alarmrotte für den südöstlichen Teil Frankreichs bereit. Hierzu wurden knapp 35 Jahre bis zu ihrer Außerdienststellung 2022 Dassault Mirage 2000B/C und seit Juni 2022 Rafale Mehrzweckkampfflugzeuge eingesetzt. Neben den Kampfflugzeugen beherbergt sie auch Hubschrauber.
Der Basis untersteht auch das fünf Kilometer nordöstlich gelegene Aérodrome du Plan de Dieu (ICAO: LF8451).

## Geschichte
Die Basis Orange-Caritat wurde im Juli 1939 wenige Wochen vor Beginn des Zweiten Weltkrieges für die französischen Luftstreitkräfte eröffnet.
Nach der Besetzung Vichy-Frankreichs Ende 1942 durch die deutsche Wehrmacht wurde Orange-Caritat ein Flugplatz der deutschen Luftwaffe. In Folge errichtete die Organisation Todt 1943 etwa fünf Kilometer nordöstlich des existierenden Flugplatzes den Satellitenplatz Plan de Dieu.
Zur Luftverteidigung lagen hier zwischen Mitte Juni 1943 und Juni 1944 zunächst die 1. und in den ersten beiden Monaten dieser Periode auch noch die 4. Staffel der mit Bf 109F/G und Fw 190A ausgerüsteten Jagdgruppe Süd.
Mitte März 1944 wurde Orange-Caritat Stützpunkt von Stab, I. und III. Gruppe des Kampfgeschwaders 77 (S., I. und III./KG 77), das die Ju 88A flog. Der Stab und die I. Gruppe blieben hier bis Ende Juni und die III. Gruppe bis Ende Juli 1944 stationiert. Anschließend wurde die Basis noch eine Woche in der zweiten Augusthälfte durch II. Gruppe des Jagdgeschwaders 77 (II./JG 77) belegt, die mit Bf 109G ausgerüstet war.
Ebenfalls in Orange lagen von Mai bis Juli 1943 die He 111 Zwilling und Go 242 der I. Gruppe des Luftlandegeschwaders 2 (1./LLG2), von Juni bis Oktober 1943 die DFS 230 der DFS-Staffel 23 und Anfang Juni und Mitte August 1944 einzelne Staffeln der Jagdgruppe 200, ebenfalls mit Bf 109G. Ein Teil der letztgenannten Einheiten könnte auf dem Ausweichplatz Plan de Dieu gelegen haben.

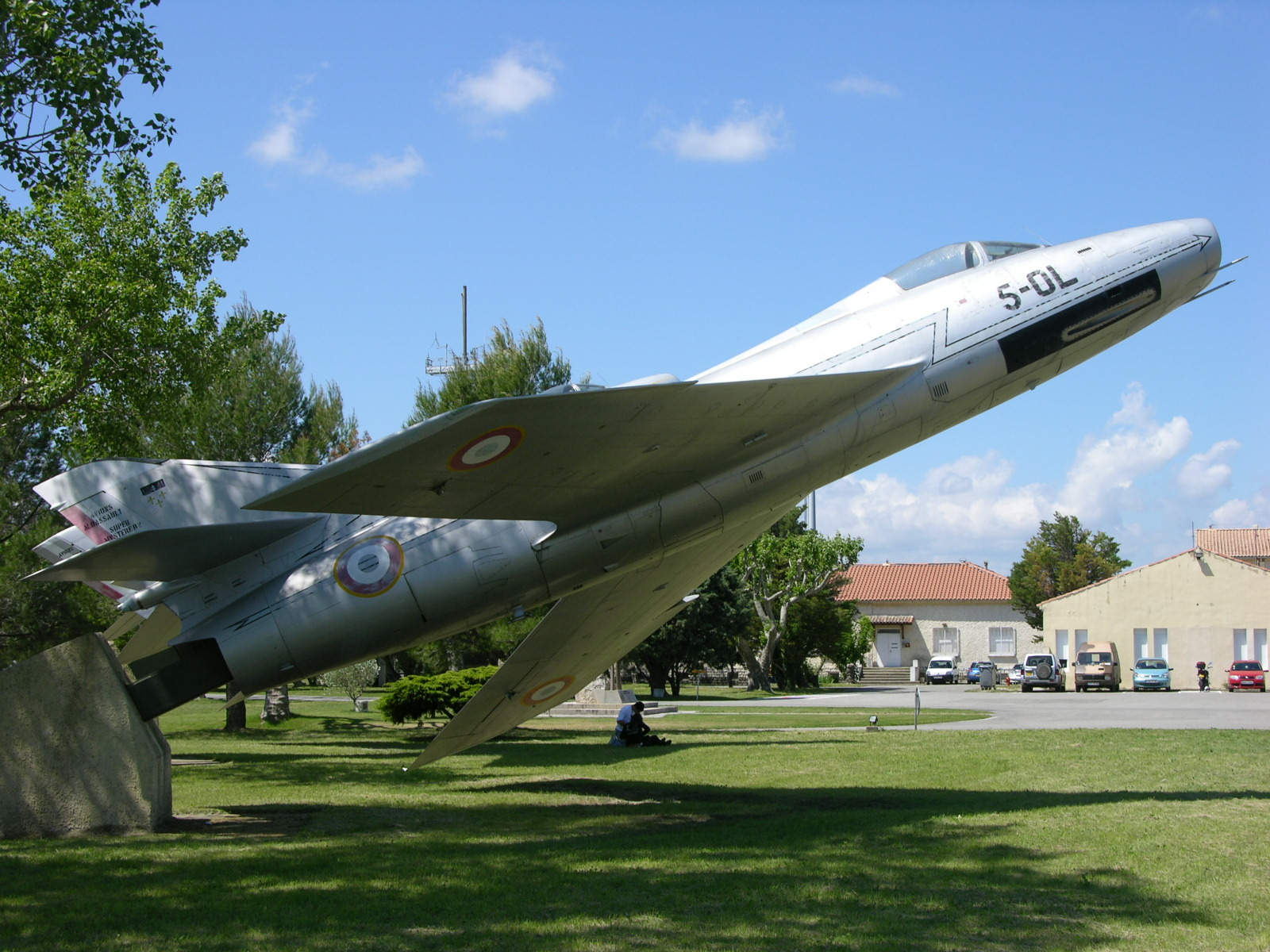
Mystère IIC, EC 2/5, 2008

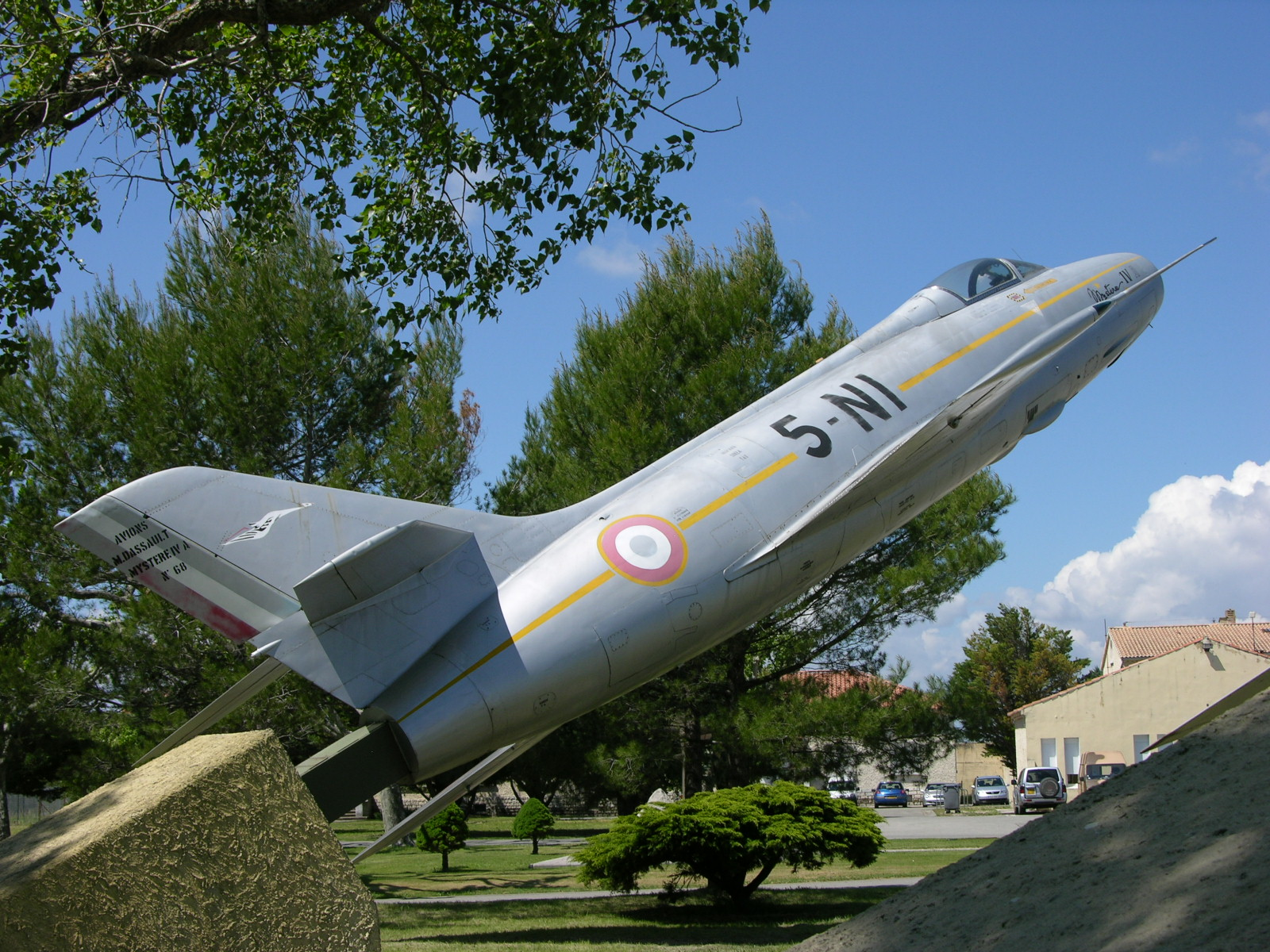
Mystère IVA, EC 1/5, 2008

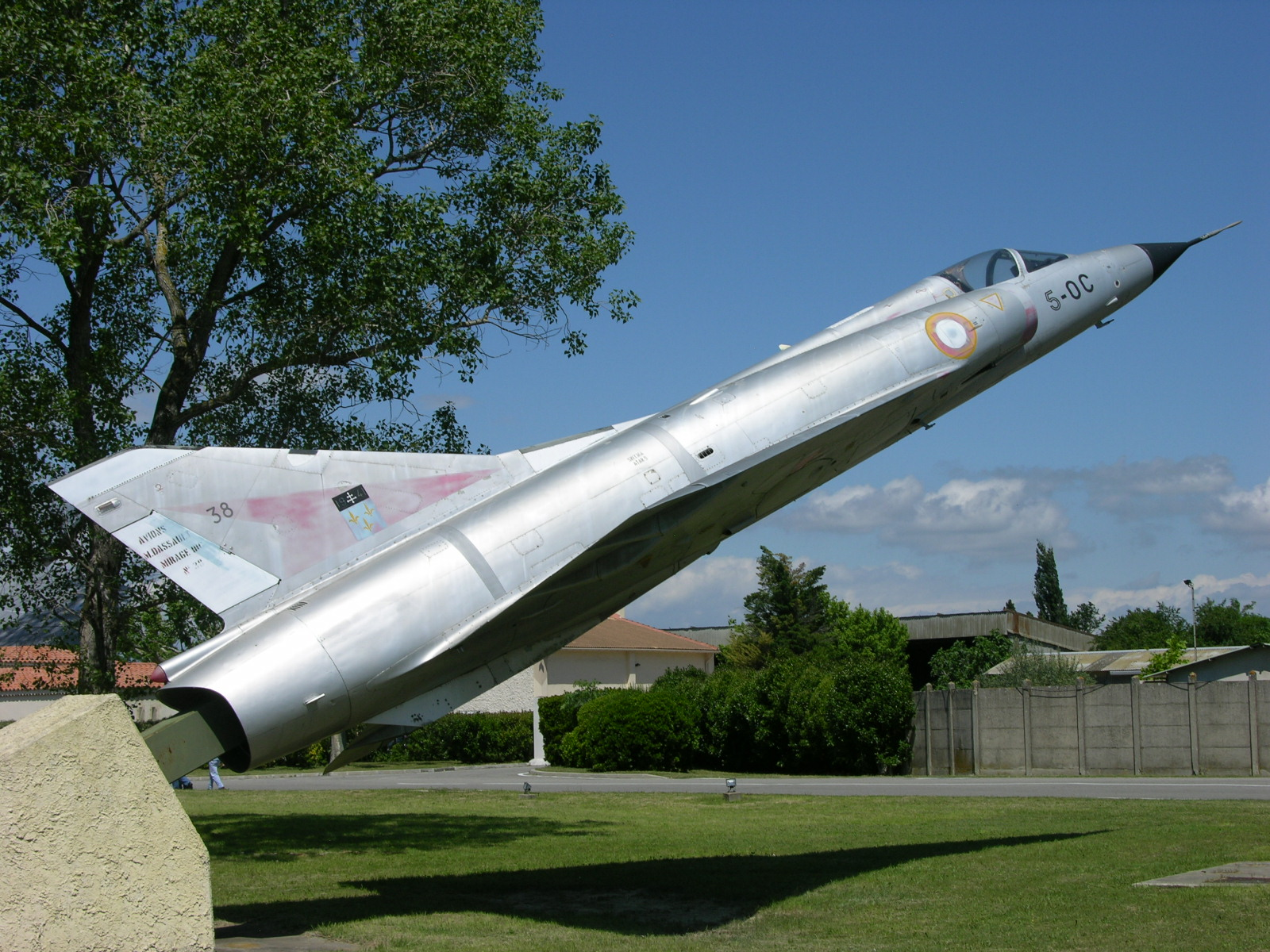
Mirage IIIC, EC 2/5, 2008

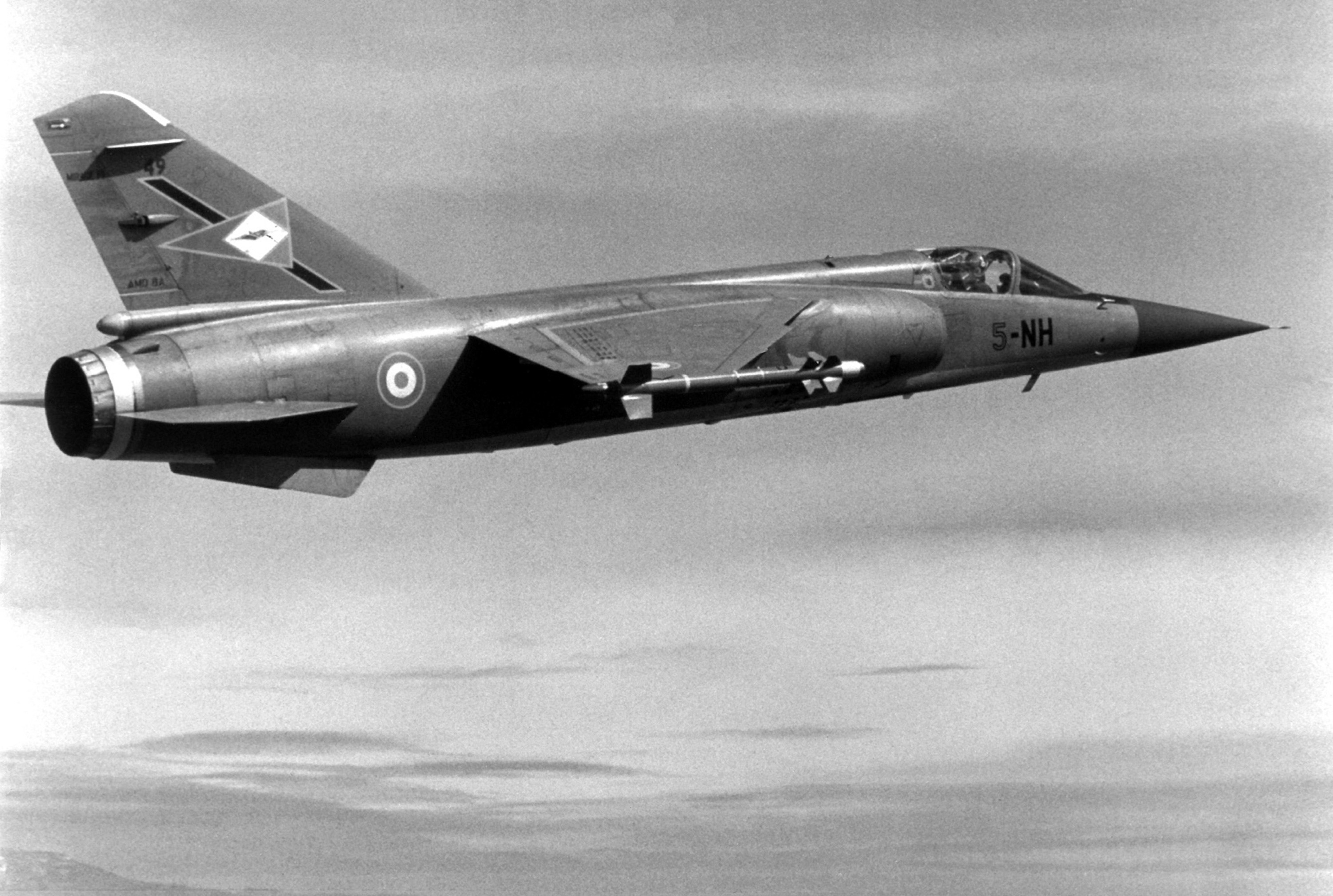
Mirage F1C, EC 1/5, zirka 1985

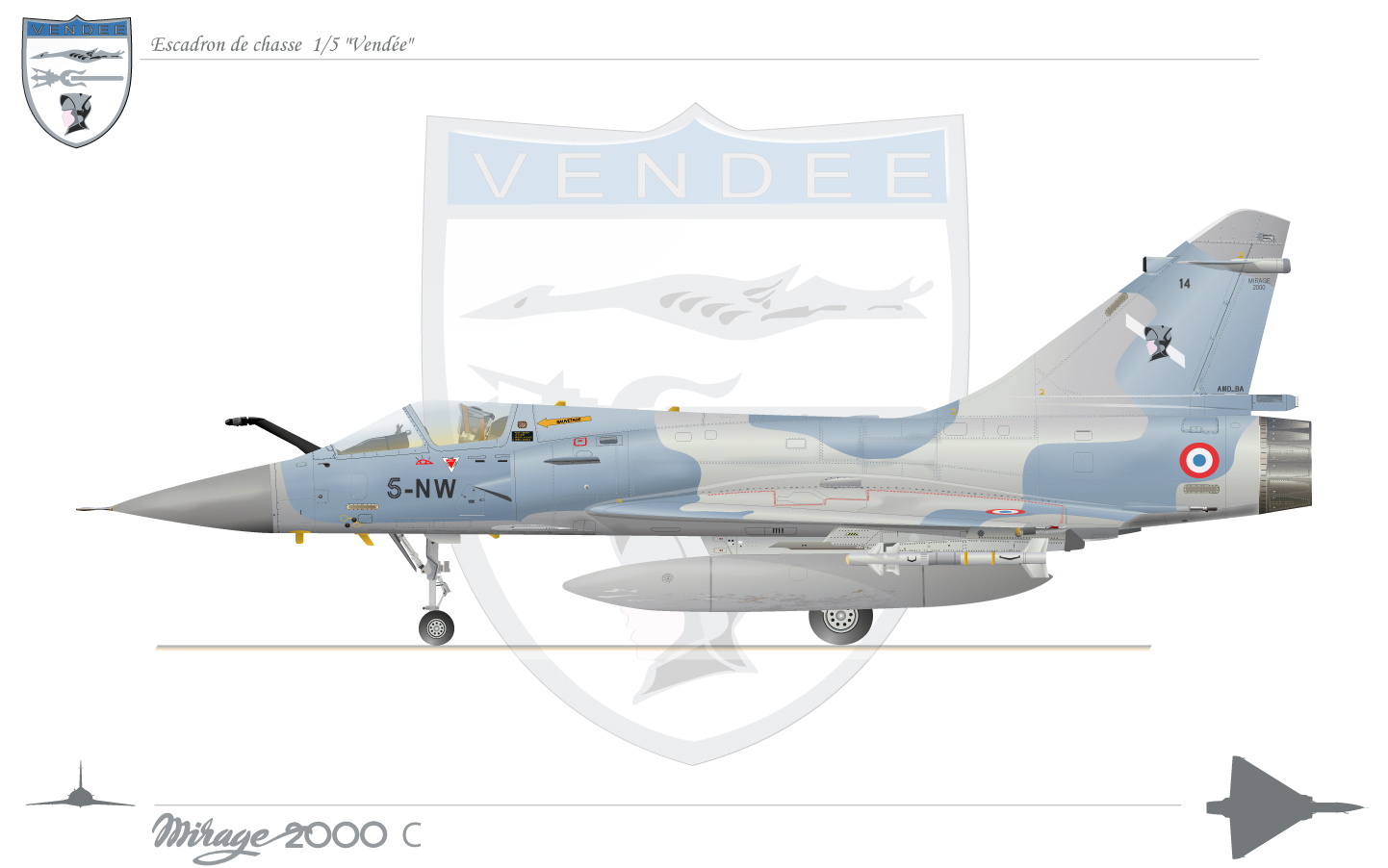
Mirage 2000C, EC 1/5

Nach Befreiung der Gegend Ende August 1944 durch die wenige Tage zuvor an der Mittelmeerküste gelandeten Alliierten wurde hier am 1. April 1945 das mit P-39 ausgerüstete 5. französische Jagdgeschwader (5e Escadre de chasse) aufgestellt, das später an den Kolonialkriegen in Indochina und Algerien teilnahm.
Nach dem Ende des Krieges wurde die Basis im März 1946 ein Satellitenplatz des Flugversuchszentrums (Centre d'Essais en Vol) in Marignane.
Die Basis wurde in den kommenden Jahren jetflugtauglich gemacht und wurde Heimatstützpunkt der beiden Jagdgruppen (Escadron de chasse) des 5. Jagdgeschwaders, 1950 der 1/5 "Vendée" und ab März 1951 2/5 "Île-de-France", die beide anfangs mit Vampire und ab 1954 mit Mistral (franz. Version der Vampire) ausgerüstet waren. Anfang 1953 kam mit der 3/5 "Comtat Venaissin" eine dritte Gruppe hinzu.
Zwischen den Jahren 1956 und 1962 wurde die Mistral zunächst durch die Mystère IIC, diese anschließend durch die Mystère IVA und letztere schließlich durch die Super Mystère B2 ersetzt. Zwischenzeitlich war die 3. Gruppe Ende Oktober 1957 wieder aufgelöst worden.
Daneben war die Basis Caritat zwischen 1961 und 1965 einer Flugschule für Jetumschulungen mit Fouga Magister und zwischen März 1962 und Juni 1966 der Allwetterjagdgruppe 2/30 "Normandie-Niemen".
Im Jahr 1965 wurde der Flugplatz auch noch Stützpunkt einer Gruppe nuklear bewaffneter Mirage IVA Bomber, der Escadron de bombardement 2/93 "Cevennes"; später wurde sie in 3/91 umbenannt.
Im Juli 1966 begannen die beiden Gruppen des 5. Jagdgeschwaders die Umrüstung auf Mirage IIIC, die ihrerseits ab März 1975 durch die Mirage F1C ersetzt wurden. Die 3. Gruppe, EC 3/5, wurde zur Jahresmitte 1981 erneut aufgestellt, sie flog zunächst noch die Mirage F1B, und ab 1988 noch für zwei Jahre die Mirage F1C. Teile des Geschwaders flogen seit den 1980er Jahren Einsätze wie 1983/1984 im Tschad.
Mit Auflösung der EB 3/91 im Jahr 1983 verließen die Mirage IV die Basis Orange-Caritat, während bei den Gruppen des 5. Jagdgeschwaders Mitte 1988, zunächst bei der EC 1/5, die Umrüstung auf die Mirage 2000C/RDI begann und 1990 bei der EC 3/5 abgeschlossen wurde.
Das 5. Jagdgeschwader kam 1990/1991 beim Zweiten Golfkrieg zum Einsatz und Teile verlegten auch später wieder in die Region. Auch in Jugoslawien kamen Mirage aus Orange zum Einsatz. Im Jahr 1997 übernahm die EC 2/5 die Umschulung aller Mirage 2000 Piloten, wozu neben Mirage 2000C vorwiegend Mirage 2000B eingesetzt wurden. Die EC 3/5 "Comtat Venaissin" wurde gleichzeitig endgültig aufgelöst. Die Geschwaderorganisation war bereits Mitte 1995 aufgelöst worden, seither waren die Jagdgruppen voneinander unabhängig.
Die EC 1/5 "Vendée" ihrerseits wurde Mitte 2007 außer Dienst gestellt und neben der einzigen verbliebenen Mirage 2000 Jagdgruppe EC 2/5 beherbergte die Basis 115 ab August 2011 auch eine Reihe leichter AS555-Hubschrauber.
Die QRA-Aufgaben der Mirage 2000C wurden am 9. Juni 2022 von detachierten Rafale anderer Stützpunkte übernommen und die letzten Mirage im Dienst der EC 2/5 Ende Juni außer Dienst gestellt. Anschließend wurde die Basis im Hinblick auf die Reaktivierung des 5. Jagdgeschwaders und die dauerhafte Stationierung von Rafale modernisiert.
Das 5. Jagdgeschwader wurde im Juli 2024, 29 Jahre nach seiner Auflösung, reaktiviert. Seine erste und bis auf weiteres einzige fliegende Rafale-Staffel wurde die EC 1/5 "Vendée", eine zweite soll nach 2030 hinzukommen.

## Heutige Nutzung

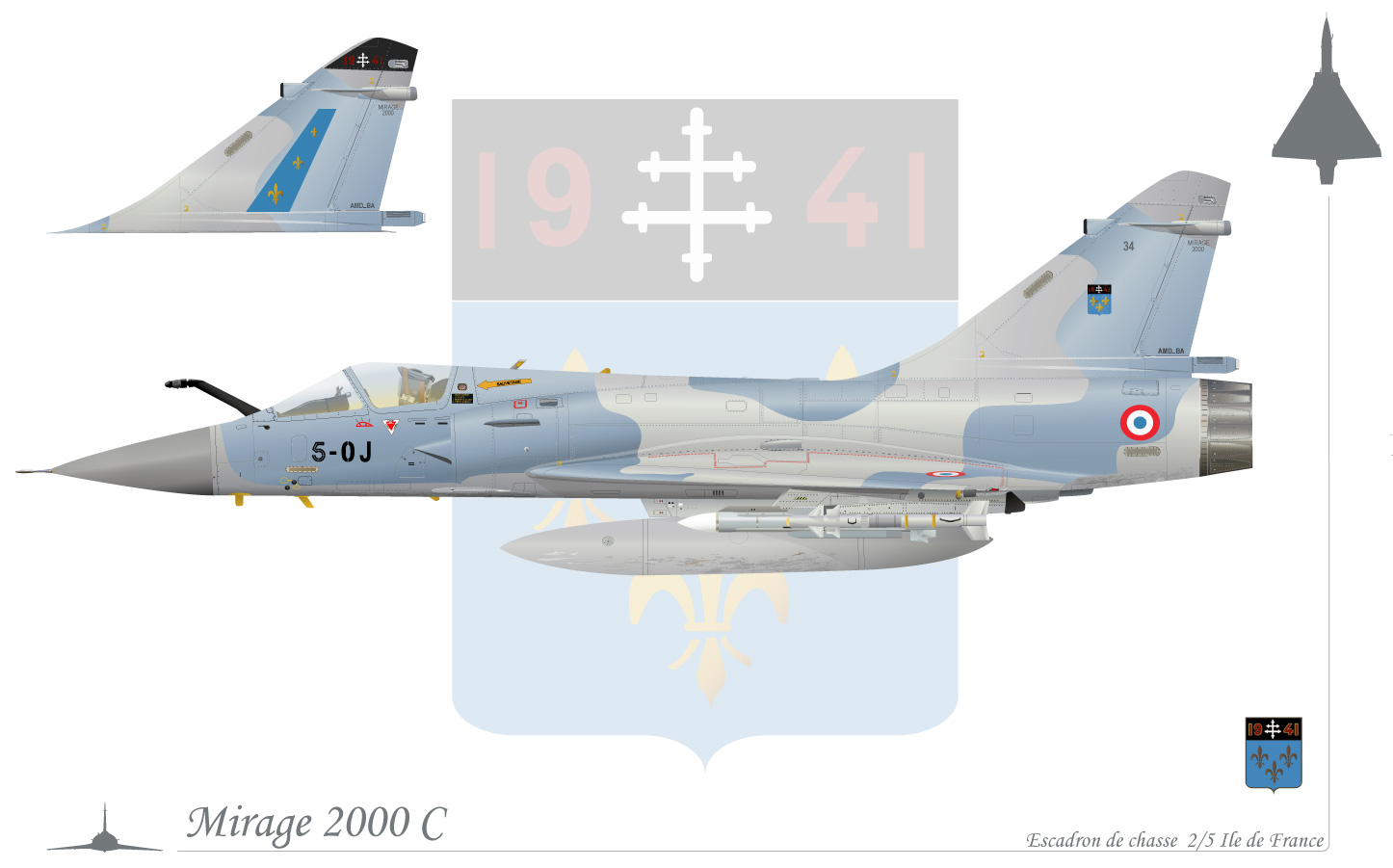
Mirage 2000C, EC 2/5

Der Hauptnutzer der Basis ist das 2024 reaktivierte 5e Escadre de chasse (5e EC), dem zurzeit (2024) eine fliegende Staffel unterstellt ist:
- EC 01/005 "Vendée", Jagdstaffel, ausgerüstet mit der Rafale, seit 2024 (in einigen Jahren, nicht vor 2030, soll die EC 02/005 "Île-de-France" als zweite Staffel hinzukommen[5]) Hinzu kommt die Wartungsstaffel, Escadron des soutiens techniques aéronautiques ESTA 15/005 "Baronnies".[6]

Daneben dient die Basis als Stützpunkt von Helikoptern:
- CIEH 00/341 "Colonel Alexis Santini", Hubschrauberausbildungszentrum ausgerüstet mit der AS555 Fennec, seit 2011
- EH 05/067 "Alpilles", Hubschraubergruppe, ebenfalls ausgerüstet mit der AS555 Fennec, seit 2011

Hinzu kommen einige nichtfliegende Verbände. Die Truppenfahne des 1. Jagdgeschwaders befindet sich seit 2015 in der Obhut des centre de préparation opérationnelle du combattant de l’armée de l’air (CPOCAA).